# Argyrolepidia mesotis
Argyrolepidia mesotis är en fjärilsart som beskrevs av Jordan 1926. Argyrolepidia mesotis ingår i släktet Argyrolepidia och familjen nattflyn. Inga underarter finns listade i Catalogue of Life.